# Hey Monday
Hey Monday ist eine US-amerikanische Alternative-Rock-Band aus West Palm Beach in Florida. Die Band besteht aus Cassadee Pope (Gesang), Michael „Jersey“ Moriarty (Bass), Mike Gentile (Gitarre), Alex Lipshaw (Rhythmusgitarre), Elliot James (Schlagzeug) und Bobby Nolan (Keyboard). Angeführt von Cassadee Pope, vermischt Hey Monday ihren Emo-Pop mit Alternative-Rock-Gitarren und erschafft damit ihren ganz eigenen Stil.
Ihr Debütalbum Hold On Tight erschien im Oktober 2008 in Zusammenarbeit mit Columbia Records und Pete Wentz’s Label, Decaydance.

## Geschichte

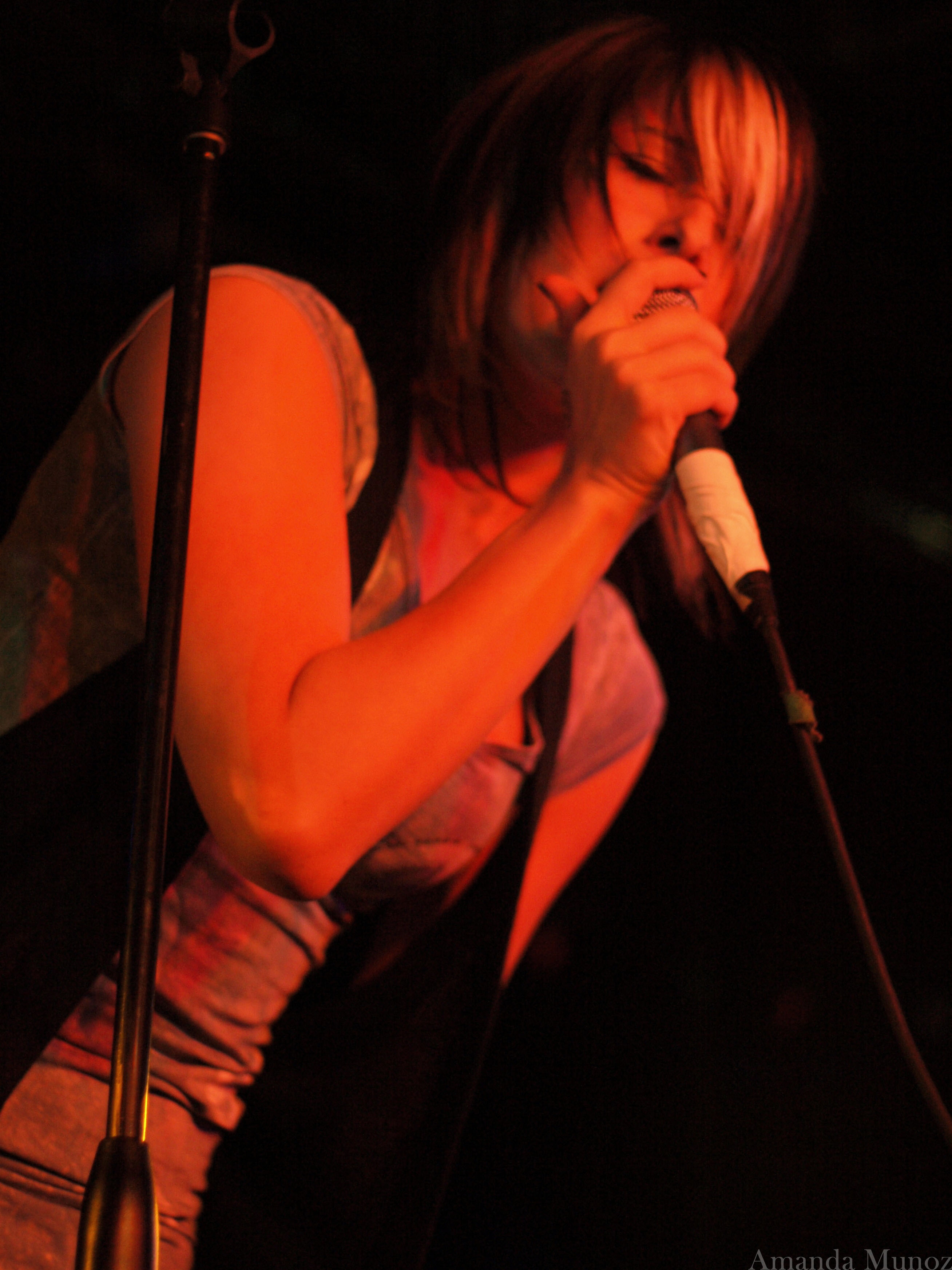
Cassadee Pope

Die Band gründete sich in West Palm Beach, wo Cassadee Pope bei einer regionalen Musikkonferenz entdeckt wurde. Obwohl sie noch auf die High-School ging, erhielt die Sängerin wegen ihrer Stimme Aufmerksamkeit von A&R. Darauf gründete sie zusammen mit Jersey Moriarty, Elliot James, Mike Gentile und Alex Lipshaw die Band Blake. Nachdem sie ihren Namen in Hey Monday geändert hatten, unterschrieb die Band einen Vertrag bei Columbia Records. Danach gingen sie mit S*A*M & Sluggo, welche auch schon Alben von Metro Station und The Academy Is… produziert hatten, ins Studio, wo sie sich auf die Veröffentlichung ihres Debütalbums vorbereiteten. Das Album Hold On Tight erschien am 7. Oktober 2008. Im folgenden Jahr unterstützten sie die Band Fall Out Boy bei nationalen und internationalen Touren, wodurch ihre Popularität stieg und sie ihre erste eigene Tour starteten.
Am 17. August 2010 veröffentlichte die Band die EP Beneath It All. Die Verkaufszahlen der EP übertrafen sämtliche Erwartungen, die EP stieg in den Billboard 200 auf Platz 25, in den Top Alternative Charts sogar auf Platz 5 ein. Kurz darauf verließ Jersey Moriarty die Band, da er nicht mit dem Leben als Musiker zurechtkam. Im Herbst 2010 veröffentlichten Hey Monday die kostenlose Download-EP Hey Monday - The Myspace Transmissions via Myspace, die fünf Akustik-Songs beinhaltete. Am 8. Februar 2011 erschien über iTunes die EP Candles, die eine alte akustische Demoversion des gleichnamigen Lieds, einen Remix davon, sowie ein neues Lied beinhaltet. Das Musikvideo dazu wurde am 9. März 2011 veröffentlicht. Im Dezember 2011 gab die Band bekannt, dass sie beschlossen hat eine Pause einzulegen.
Cassadee Pope begann 2012 eine Solokarriere und nahm an der Castingshow The Voice teil und gewann in diesem Jahr den Wettbewerb.

## Diskografie

### Alben
- 2008: Hold On Tight

### EPs
- 2010: Beneath It All
- 2010: The Myspace Transmissions
- 2011: Candles
- 2011: The Christmas EP

### Singles
- 2008: Homecoming
- 2009: How You Love Me Now
- 2010: I Don't Wanna Dance